# Live It Up
Live It Up é uma canção da banda Yüksek Sadakat. Eles representaram a Turquia no Festival Eurovisão da Canção 2011 na primeira semifinal, terminando em 13º lugar com 47 pontos, não conseguindo passar á final.

## Letra
A letra apela às pessoas para esquecerem os problemas, apreciarem a vida e verem o quanto ela é bela.